# 鈴木了二
鈴木 了二（すずき りょうじ、1944年8月1日（昭和19年） - ）は、日本の建築家。鈴木了二建築計画事務所主宰。早稲田大学芸術学校校長。

## 略歴
東京都生まれ
- 1968年 - 早稲田大学理工学部建築学科卒業。
- 1968年 - 竹中工務店設計部。
- 1970年 - fromnow設立。
- 1970年 - 1972年 - 竹中工務店から槇総合計画事務所に出向。
- 1977年 - 早稲田大学大学院理工学研究科修士課程修了。
- 1982年 - fromnowから鈴木了二建築計画事務所に改称。
- 1997年 - 早稲田大学教授。
- 2004年 - 早稲田大学芸術学校校長。

## 主要作品

### 建築
- 杉並の住宅（物質試行13、1985年）
- 東久留米の住宅（物質試行17、1986牛）
- 絶対現場
- 麻布EDGE（物質試行20、1987年）
- A商店ビル（物質試行22、1987年）
- 本駒込の住宅（物質試行25、1989年）
- 小金井の住宅（物質試行26、1989年）
- フォリール花と緑の博覧会'90（物質試行31、1990年）
- 成城山耕雲寺（物質試行33、1991年）
- 佐木島プロジェクト（物質試行37、1998年） - 日本建築学会賞作品賞受賞
- 金刀比羅宮プロジェクト（物質試行47、2004年） - 第18回村野藤吾賞（2005年）、日本芸術院賞（2007年度）受賞

### 計画
- 大津町第二庁舎・町民交流施設（くまもとアートポリス、1991年設計完了）

### 設計競技
- パリ日仏文化会館建築設計競技 - 2席入賞（1990年）
- 横浜港大さん橋国際客船ターミナル建築設計競技 - 優秀賞（1992年）

## 鈴木事務所出身の建築家
- 玉置順 - 広島工業大学非常勤講師